# 河原かえで
河原 かえで（かわはら かえで、1997年12月20日 - ）は、日本のAV女優。NAX所属。

## 略歴・人物
三重県出身。趣味は節約、特技はフルート演奏。
2017年10月、SODクリエイトのレーベル「青春時代」の専属女優としてAVデビュー。
2019年4月、引退することを自身の公式Twitterで告知。

## 出演作品

### アダルトDVD
2017年
- 「おじいちゃんの為にお金を貯めたいんです」 河原かえで SOD専属 AVデビュー（10月5日、SODクリエイト）
- 「また…会えたね」 青春時代二周年記念 未公開撮り下ろし4時間特別版（11月16日、SODクリエイト）他出演:竹内乃愛、生田みく、月野ゆりあ、鮎川つぼみ、北野ほたる、天海こころ、渡辺千紗、細川綾乃
- 「あそこの形が丸わかり!?」こっちが恥ずかしくなるぐらいハッキリわかる食い込みをさらけ出すピチピチレギンス女子のマン筋を見てしまい…（12月1日、DOC）他出演:愛花みちる、綾瀬さと美

2018年
- 「頭がおかしくなるくらいイッてみたい…」 河原かえで 欲しがり少女のイキまくりSEX（1月11日、SODクリエイト）
- 顔出し!働く美女限定 ザ・マジックミラー 街頭調査! 職場の同僚同士が2人っきりで初めての混浴温泉 2 過激なミッションで徐々に近づく心とアソコ! じわじわ湧き出る性欲で社会人男女は理性という垣根を超えてしまうのか!? in池袋（2月7日、ディープス）他5名出演
- #生中出し家出制服美少女 002（2月9日、S級素人）※「かえで」名義
- 放課後少女（2月11日、唾鬼）※「糸田くるみ」名義
- 「夫婦限定」 マジックミラー号の中で、自慢の奥さんを「寝とって」真正中出し! 16（2月22日、SODクリエイト）他出演:君島みお、鈴木真夕、碧しの、加藤あやの、前田可奈子
- おひとり様 ラーメン女子ナンパ! 2 濃厚スープを飲み干すカワイイ女子はエッチも濃厚なのかw?（2月23日、プレステージ）他出演:篠原ななみ、神宮寺ナオ、佐倉ねね ほか
- 初撮り妊娠セックス（2月25日、豊彦企画）※「神楽明日香」名義
- 舐められざかり（3月2日、ドリームチケット）
- 「弟の事が本当に好きなんです…」 純真お姉ちゃんが、弟の前で全裸の告白! 裸で抱き合うだけの約束が、キッス、素股、結局ぬるっと入って生中出し! 2（3月9日、S級素人）他出演:ひなた澪、桐谷なお、浅見せな
- 軟体スレンダー美少女 クラシックバレエ歴10年! 大学生（3月13日、ケートライブ）※「かえで」名義
- 純情清楚に見えて実は全身性感帯の淫乱アヘアヘ娘はSEXのド天才!! 専門学生すみれ19歳、AVデビュー!!（3月15日、しろうとchannel）※「すみれ」名義
- 放課後少女（3月18日、唾鬼）※「糸田くるみ」名義
- ゴム無し!貧乏ガール 腹ペコマ○コにおかわりチ○ポ!ザーメンたっぷり子宮パンパン! 素人娘3名とALL生ハメ 真正中出しSEX 総発射11発（3月21日、SODクリエイト）他出演:藤波さとり、あやね遥菜
- 中出し妊娠セックス（3月25日、豊彦）※「神楽明日香」名義
- 大手航空会社勤務の憧れの美脚キャビンアテンダント限定! 「固定バイブモデル」に挑戦! 制服撮影会でカメラに向かってハレンチなポーズを要求され濡れだした黒パンスト直履きおま○こにうねりの止まらないバイブを挿入! 美貌・知性・品格溢れるCAが大勢の男性の前に放置され感じても動けない状況なのに我慢できず痙攣イキが止まらない! 激イキ合計109回（4月7日、ディープス）他出演:桃瀬ゆり、篠田ゆう、花咲いあん
- ファミレスバイト巨乳娘痴漢（4月7日、アパッチ）他出演:森はるら、桜ちなみ ほか
- マジックミラー号 ゲレンデで見つけた10代美少女に童貞のフリした絶倫男が激ピストン!! 何度イっても無視しガン突き再開! イったあとのマ○コはキュッと締まってエビ反り真正中出し 3（4月12日、SODクリエイト）他出演:椎名そら、あおいれな、宮崎あや
- ニーハイ×太もも=絶対領域 街で見かける通学途中のアノ娘のシコりたくなる脚（4月12日、AKNR）他出演:高杉麻里、海空花
- 『お兄ちゃんお願い動かないで!いいからこのまま挿れさせて!!』 ボクが目を覚ました時には義妹が挿入0.5秒前!! 10年以上も本当の妹の様に可愛がっている義理の妹は中学までは超まじめで彼氏もいなくて勉強&部活一筋!そんな義理の妹なのに女子○生になったら交友関係も変わり彼氏も出来てしまいエッチを覚えてしまった!!まじめだった子がエッチを覚えたら大変!!とにかくエッチ大好きな女の子になってしまった!しかも高校に行ったら服装も変わってしまい家にいる時から無防備かつセクシーな格好をしているから、ボクは毎日勃起!当然、義妹にバレていたようで義妹は義妹で密かにボクの勃起チ○ポで興奮していたみたい…我慢できなくなった義妹は夜ボクのベッドに忍び込みまさかのフェラ!目を覚ました時には時すでに遅し生挿入直前!0.5秒前!!『動かないで!いいからこのまま挿れさせて…』と言って女子○生とは思えぬ超激しい騎乗位で何度もイカされてしまいました!!妹は妹でボクの上で勝手に体をよじらせるほど何度も爆イキ!!それだけでは満足できない義妹は結局その後、何度もボクにエッチを求めてきた!!（4月19日、Hunter）他出演:逢沢るる、玉木くるみ、一ノ瀬もも、ひなた澪
- 「お兄ちゃんの好きにしていいよ!」 全然お兄ちゃん離れしないクソ可愛い妹にぶっかけ三昧精子まみれ! いつまでもお兄ちゃん離れしない妹が風呂でもトイレでも寝床でもくっついて来て困ってしまう。そこで追い払う為に冗談で襲うフリをしてやろうとオッパイを鷲掴みにすると、嫌がるどころか感じちゃって「お兄ちゃんならいいよ…」と潤んだ目で見つめてきて「お兄ちゃんの精子いっぱい頂戴!」と言うので我慢できず何度も中に出して、いっぱい体にかけて中も外も精子まみれにしてやりました。（4月19日、Hunter）他出演:森はるら、浅田結梨、七菜原ココ、かなで自由
- 親に隠れてこっそり兄妹近親相姦 親の前ではわざと兄妹ゲンカ!しかし、実は兄妹以上の関係で2人きりになるとすぐに近親相姦セックスを始める! 10（4月19日、ゴールデンタイム）他出演:君色花音、森苺莉、ひなた澪 ほか
- そんなに見たいなら見せてあげる! 女子○生は顔騎が大好き。 2 妹の友達が遊びに来てパンチラしまくりで、ジッと見てたら、ニヤニヤ見つめてきて女子○生のお尻に顔を埋めさせられた。（4月26日、SWITCH）共演:麻里梨夏、ひなた澪
- 胸糞注意 春の県大会に向けて主将として部活を頑張るマジメなジャージ彼女とラブラブ健全交際をしていたら県内最狂のDQN鰐口先輩に今度あの女連れて来いやと脅されて仕方無くDQNの溜まり場へ大事な彼女を連れていってしまった時の話です（5月7日、JET映像）
- 【リアル円女】 未成年と円光・即パコ♪  吹奏楽部 かえで/元新体操部 はな/帰宅部 麻里（5月10日、AKNR）他出演:海空花、高杉麻里
- 絶対に逃げられない! 壁際膝立ちバックハードピストン痴漢（5月19日、アパッチ）他出演:高杉麻里、水嶋アリス、風間リナ、美谷朱里、川崎亜里沙
- スタイル抜群の妹バレリーナ（5月29日、ケートライブ）
- 私、脅迫されてます（6月1日、光夜蝶）
- 友カノの寝取り顔を黙って売ってます（6月1日、NON）
- 気付いたらヤラれてた…。 自業自得のヤリコン参加!! 私が彼氏に振られて落ち込んでいるのを見かねた女友達(※私から見てもヤリマン)が私のために飲み会を開催!!ついつい飲み過ぎてしまい終電を逃してしまい初めて会った男の家で飲みなおす事に!!女友達の勧めもあって酒を飲み過ぎてしまい自分を見失ってしまい気付いた時には初めて会った男の人たちとヤリまくってました!（6月7日、お夜食カンパニー）他出演:星空もあ、涼海みさ、枢木あおい
- 酔った勢いでレズNTR 彼女とバイト先の女子会ビデオを見つけて…（6月7日、ビビアン）共演:水川かずは、香苗レノン、杏璃さや
- ベロチュウ好きの河原かえでの濃厚舐めまくりセックチュウ〜♥（6月13日、HERO）
- 一般黒人男性×素人女子大生 巨乳女子大生が日本を訪れたデカチン黒人観光客と初めてのぬるぬるソープ体験! 2 大きなおっぱいでの密着ソーププレイにたまらずメガ勃起した黒デカち○ぽに触れ恥じらいながらも濡れてしまった色白JDオマ○コ!彼氏の短小ち○ぽよりもはるかに大きいデカチンをねじ込まれ子宮の奥まで届く未体験のガン突きセックスに激イキ 合計53回!!（6月19日、ディープス）※「ちひろ」名義　他出演:ゆうか、りほ、あゆみ
- 絶対領域ニーハイマニアクス 2（6月22日、BAZOOKA）他出演:神坂ひなの、ひなた澪、新川優里
- 才色兼備なお姉ちゃんが、大人の玩具を使って絶叫オナニー。興奮したお姉ちゃんに見つかってたじろいでいると僕の息子をオモチャの様に扱って弄ばれてしまった…。（7月6日、NON）他出演:永井みひな、川口葉純、椎葉みくる、斉藤みゆ、優梨まいな
- 働く新卒社会人と性交。 VOL.006（7月13日、BAZOOKA）他出演:ななせ麻衣、二階堂ゆり、海空花
- イキ過ぎてごめんなさい。 超敏感! おち●ぽ大好きな美少女の全力腰振りイキまくりご奉仕ソープランド（7月13日、無垢）
- 乳首こねくり回し感じまくり電車痴漢 2（7月19日、アパッチ）他出演:神宮寺ナオ、加藤あやの、愛里るい、高杉麻里
- 素人男女観察! モニタリングAV 兄と妹の絆を徹底検証!! 『兄妹で水着でお風呂に入ってみませんか!?』 背中洗いミッション、全裸ミッションで賞金も高額に!果たして兄と妹は越えちゃいけない禁断の一線を越えてしまうのか?（7月19日、お夜食カンパニー）他出演:逢沢るる、浅田結梨、七菜原ココ、美郷つばさ
- 『超敏感訳あり家出少女』 全く自分の事は話さないが家出してきたのは間違いない… そしてエッチは全く嫌がらない…それどころか自分がテクニシャンになったのでは?と勘違いしてしまうほど、超敏感で何度イったかわからないほどイキまくり!!（7月19日、お夜食カンパニー）他出演:沖田里緒、愛里るい ほか
- 一般男女モニタリングAV 高身長の働くインテリOL限定 身長170cm超えの美脚の女先輩と低身長の後輩くんが勤務中に身長差SEXに挑戦! 2 いつも厳しい女上司のモデルのような身体に触れ部下は思わずフル勃起! 普段は頼りない後輩のチ○ポに激突きされ本気イキした先輩オマ○コは中出しまでしてしまうのか!?（8月7日、ディープス）他出演:黒川すみれ、美浦あや、熊宮由乃
- 絶倫少年 美乳義妹連続中出し痴漢 〜父親の再婚で突然できた美乳で美人な義理の妹を何度も何度も連続中出しで犯しまくる!〜（8月19日、アパッチ）他出演:玉木くるみ、永井みひな、南まゆ、結菜はるか
- ボクが知らない彼女の真実 寿退社しボクと結婚する彼女の上司から送られてきたDVD 会社の上司から脅迫されていた彼女は…（8月25日、レッド）他出演:川越ゆい、近藤ユキ、NIMO
- 時間停止チャレンジ なりきりマネキン選手権 一番イッた娘は10連続中出し!（9月1日、ワンズファクトリー）共演:皆野あい、香山亜衣、星あんず
- 非現実的妄想劇場 アナタの願望叶えます! 「時間よ止まれ!」 もしも…時間を止められる超能力を使えたら? 今回も制服美少女、Hなお姉さんOL、白衣の天使美人看護師さんにた〜くさん中出ししてやったぞ!編（9月13日、カルマ）他出演:叶芽ゆきな、月宮こはる、苑田あゆり、藍原あおい、藤川菜緒 ほか
- 女監督ハルナの素人レズナンパ 123 碧しのちゃんが女友達同士を何度イっても止めないレズ鬼イカせ!（9月15日、ナンパーズ）他出演:碧しの、持田栞里 ほか
- 乳首でもイッちゃう! チクビ敏感女子自画撮りオナニー（11月15日、プリモ）他出演:星あめり、ひなた澪、持田栞里、神宮寺ナオ、西野たえ、天野美優、武田真、武藤あやか ほか

### VR
2018年
- 耳かき店の巨乳小町と声ガマン性交…でもお仕事中に生はマズくない?（4月6日、ワープエンタテインメント）
- 電脳風俗 デリヘル初体験（8月26日、FuuTube）
- VR OL日和（10月15日、ガン見隊）他出演:NIMO、上川星空、春花くるみ、香苗レノン、愛里るい、浅倉真凛、川越ゆい、南涼、苑田あゆり、星野七、星あめり